# Самилово
Сами́лово (рос. Самылово) — присілок у складі Нікольського району Вологодської області, Росія. Входить до складу Нікольського сільського поселення.

## Населення
Населення — 9 осіб (2010; 19 у 2002).
Національний склад (станом на 2002 рік):
- росіяни — 95 %